# Marion Gauthier-Rat
Marion Gauthier-Rat, née le 13 février 1993 à Saint-Maurice (Val-de-Marne), est une ancienne joueuse française de volley-ball. Elle mesure 1,83 m et jouait centrale. Elle totalise 5 sélections en équipe de France.

## Clubs
| Club               | Pays   | De        | À         |
| ------------------ | ------ | --------- | --------- |
| Volley-Ball Nantes | France | 2011-2012 | 2018-2019 |

## Palmarès
- Championnat de France
  - Finaliste : 2014, 2019.
- Coupe de France
  - Finaliste : 2014, 2016, 2019.

## Autres compétences professionnelles
Marion Gauthier-Rat est titulaire du diplôme d'Etat de Masseur-Kinésithérapeute depuis juin 2018. Elle a effectué sa formation professionnelle à l'Institut Régional de Formation aux Métiers de la Rééducation et de la Réadaptation (IFM3R), situé à Saint Sébastien-sur-Loire, près de Nantes .